# Ex Deo (группа)
Ex Deo — канадская группа, созданная в 2008 году в Монреале и исполняющая эпический дэт-метал. Является сайд-проектом группы Kataklysm. Тематика песен группы основана на истории Римской империи.

## История
Проект Ex Deo был создан музыкантами Kataklysm совместно с клавишником Джонатаном Ледюком. Они поставили перед собой цель сделать для людей римскую мифологию ближе при помощи дэт-метала. В отличие от Kataklysm, Ex Deo издается лейблом Napalm Records. Kataklysm издается Nuclear Blast.
Первое музыкальное достижение группы — дебютный альбом Romulus, продюсером которого выступил гитарист группы Жан-Франсуа Дажене. Альбом был выпущен 19 июня 2009 года. В его записи приняли участие, помимо шестерых музыкантов Ex Deo, также трое приглашенных — Карл Сандерс (Nile), Obsidian Claw (Keep of Kalessin) и Нергал (Behemoth). Кроме того, на песню «Romulus» в Белграде был снят клип, режиссёром которого выступил Станимир Лукич.

## Состав
- Маурицио Иаконо — вокал;
- Стефан Барбэ — гитара;
- Жан-Франсуа Дажене — гитара;
- Франсуа Монгрэйн — бас-гитара;
- Джонатан Ледюк — клавишные;
- Макс Дюамель — ударные.

## Дискография

### Полноформатные альбомы
- Romulus (2009)
- Caligula (2012)
- The Immortal Wars (2017)
- The Thirteen Years of Nero (2021)

### Синглы
- «Romulus» (2009)

### Сборники
- «Romulus» / «Cruise Ship Terror» (2009)